# 257533 Iquique
257533 Iquique este o planetă minoră (asteroid) din centura de asteroizi. A fost descoperită pe 6 februarie 1998 la Observatorul La Silla de Eric Walter Elst. 
Obiectul prezintă o orbită caracterizată de o semiaxă mare de 1,8916442897804 UAi, o excentricitate de 0,07, o înclinație de 19,6 ° în raport cu ecliptica.